# Sicyos
Sicyos L.  è un genere di piante della famiglia delle Cucurbitaceae.

## Etimologia
Il nome del genere deriva dal greco antico σίκυος, il termine che indica frutti simili al cetriolo. Fu descritto da Linneo.

## Caratteristiche

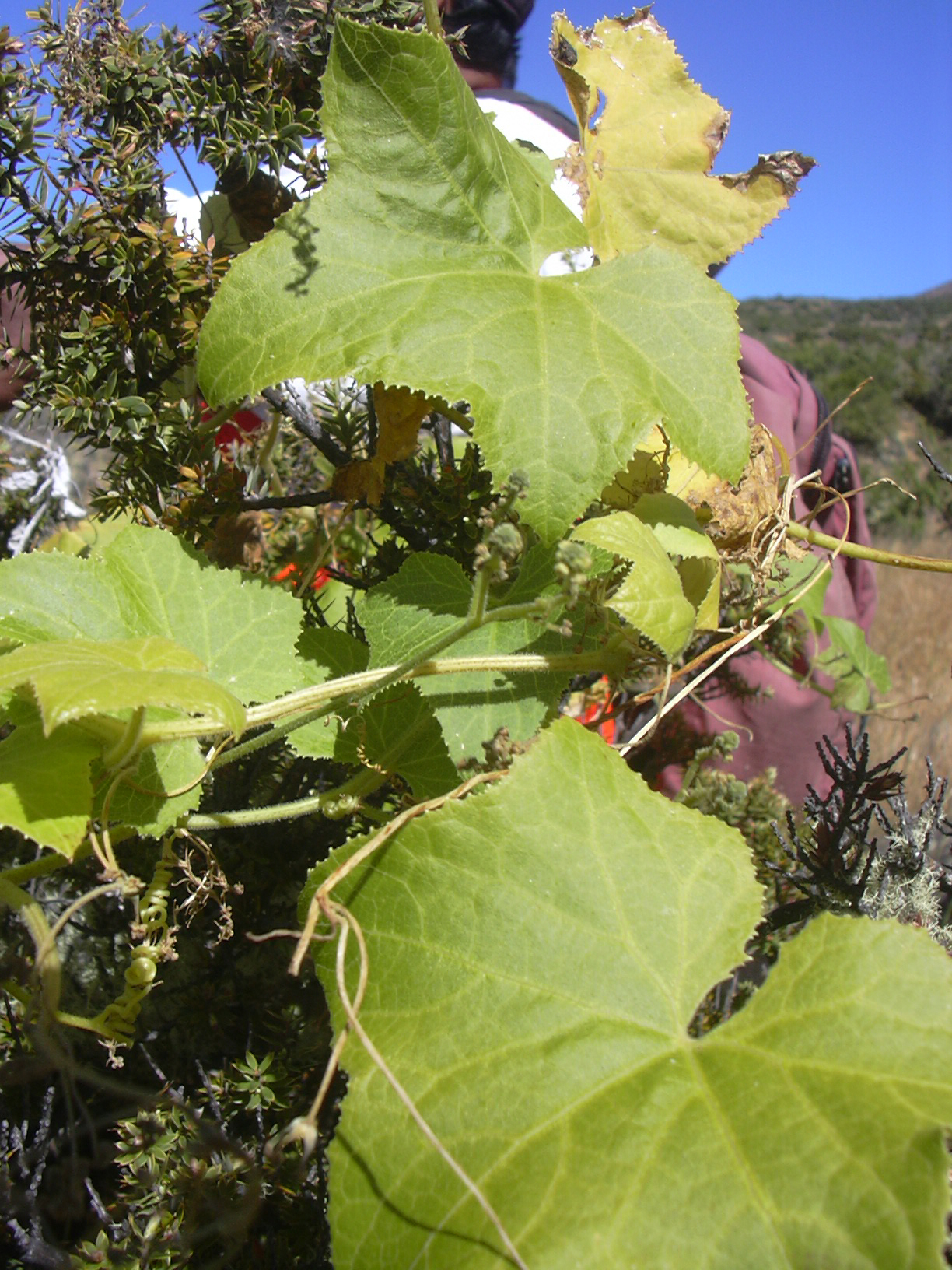
Sicyos macrophyllus

Le piante del genere Sycios hanno portamento lianoso, con fusti a sezione angolosa e dotati di viticci per attaccarsi ad altre piante o supporti. Le foglie sono semplici o lobate e i fiori, unisessuati, sono compresenti sulla stessa pianta. Quelli maschili sono riuniti in racemi; in quelli femminili hanno corolla monopetala, il calice con cinque denti e anche gli stami sono cinque. Tra i caratteri distintivi del genere è sempre stato considerato il frutto costituito da una bacca piccola, puntuta, coperta di peli ruvidi.

## Tassonomia

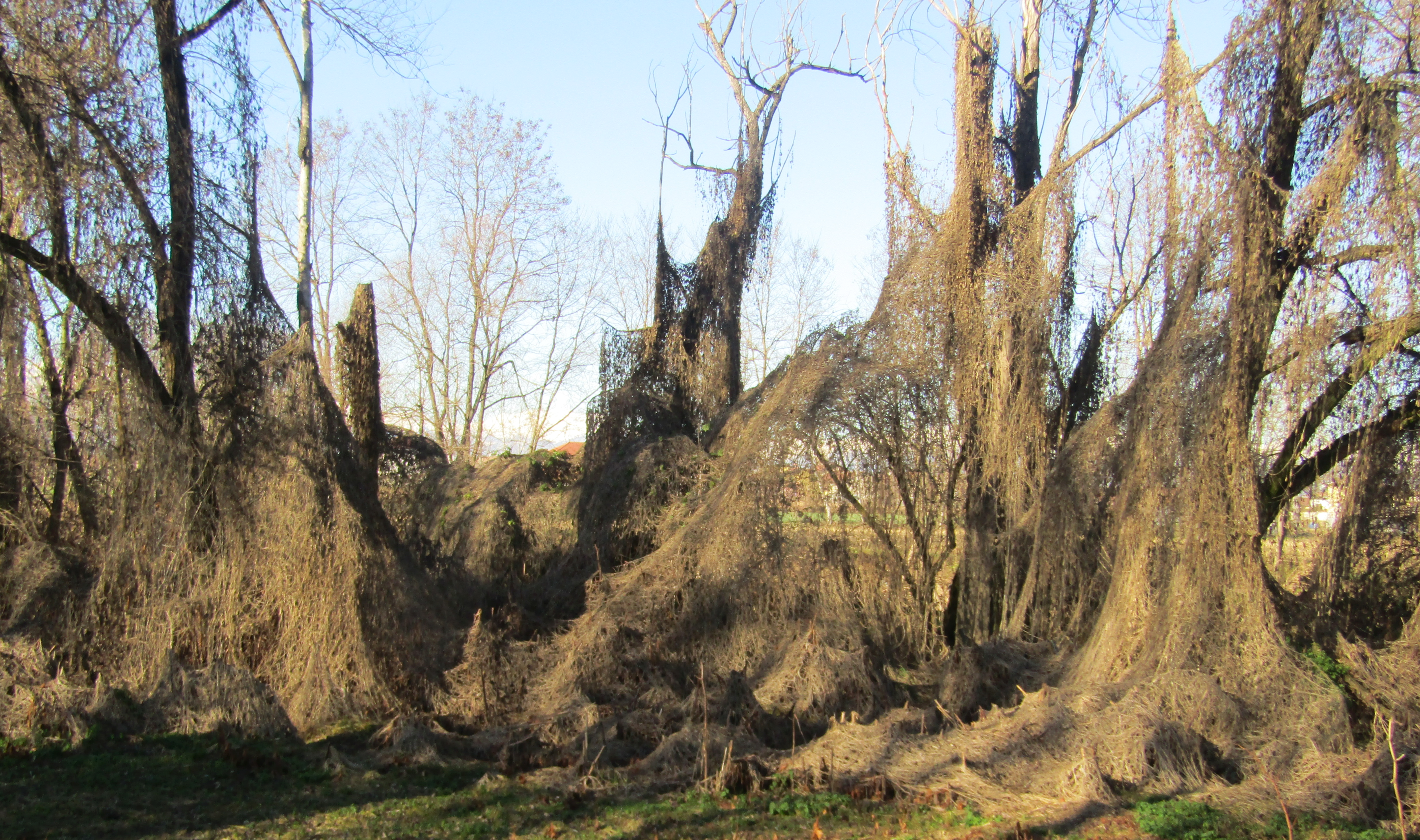
Infestazione di Sicyos angulatus sulle rive del Po

Il genere Sicyos comprende le seguenti specie:
- Sicyos acariaeanthus Harms
- Sicyos acerifolius Brandegee
- Sicyos albus (H.St.John) I.Telford
- Sicyos andreanus Cogn.
- Sicyos angulatus L.
- Sicyos anunu (H.St.John) I.Telford
- Sicyos australis Endl.
- Sicyos baderoa Hook. & Arn.
- Sicyos barbatus (Gentry) C.Jeffrey
- Sicyos bogotensis Cogn.
- Sicyos bulbosus Rodr.-Arév., Lira & Dávila
- Sicyos chaetocephalus Harms
- Sicyos chiriquensis Hammel & D'Arcy
- Sicyos collinus B.L.Rob. & Fernald
- Sicyos cordifolius Rodr.-Arév., Lira & Dávila
- Sicyos cucumerinus A.Gray
- Sicyos davilae Rodr.-Arév. & Lira
- Sicyos debilis Cogn.
- Sicyos dieterleae Rodr.-Arév. & Lira
- Sicyos edulis Jacq.
- Sicyos erostratus H.St.John
- Sicyos fusiformis Cogn.
- Sicyos galeottii Cogn.
- Sicyos glaber Wooton
- Sicyos gracillimus Cogn.
- Sicyos guatemalensis Standl. & Steyerm.
- Sicyos herbstii (H.St.John) I.Telford
- Sicyos hillebrandii H.St.John
- Sicyos hispidus Hillebr.
- Sicyos ignarus Mart.Crov.
- Sicyos kunthii Cogn.
- Sicyos kuntzei Cogn.
- Sicyos laciniatus L.
- Sicyos laevis A.Gray
- Sicyos lanceoloideus (H.St.John) W.L.Wagner & D.R.Herbst
- Sicyos lasiocephalus Skottsb.
- Sicyos lirae Rodr.-Arév.
- Sicyos longisepalus Cogn.
- Sicyos longisetosus Cogn.
- Sicyos macrocarpus Cogn.
- Sicyos macrophyllus A.Gray
- Sicyos malvifolius Griseb.
- Sicyos martii Cogn.
- Sicyos mawhai I.Telford & P.Sebastian
- Sicyos maximowiczii Cogn.
- Sicyos mcvaughii Rodr.-Arév., Lira & Calzada
- Sicyos microphyllus Kunth
- Sicyos montanus Poepp. & Endl.
- Sicyos odonellii Mart.Crov.
- Sicyos pachycarpus Hook. & Arn.
- Sicyos palmatilobus Cogn.
- Sicyos parviflorus Willd.
- Sicyos peninsularis Brandegee
- Sicyos polyacanthos Cogn.
- Sicyos semitonsus H.St.John
- Sicyos sertulifer Cogn.
- Sicyos sinaloae Brandegee
- Sicyos undara I.Telford & P.Sebastian
- Sicyos urolobus Harms
- Sicyos vargasii Standl. & F.A.Barkley
- Sicyos villosus Hook.f.
- Sicyos waimanaloensis H.St.John
- Sicyos warmingii Cogn.
- Sicyos weberbaueri Harms